# Campodorus sexcarinatus
Campodorus sexcarinatus är en stekelart som först beskrevs av William Harris Ashmead 1902.  Campodorus sexcarinatus ingår i släktet Campodorus och familjen brokparasitsteklar. Inga underarter finns listade.